# Altekma Spor Kulübü 2022-2023
Questa voce raccoglie le informazioni riguardanti l'Altekma Spor Kulübü nelle competizioni ufficiali della stagione 2022-2023.

## Stagione
L'Altekma Spor Kulübü disputa la stagione 2022-23 senza alcuna denominazione sponsorizzata.
Partecipa al suo terzo campionato di Efeler Ligi, classificandosi al dodicesimo posto in regular season, retrocedendo quindi in serie cadetta. In Coppa di Turchia, invece, non supera la fase a girone.

## Organigramma societario
Area direttiva
- Presidente: Melih Sebastien Durmuş

Area tecnica
- Allenatore: Levent Matmeriçli
- Allenatore in seconda: Ömer Tok
- Assistente allenatore: Özgür Dükel
- Scoutman: Mehmet Gürüler

## Rosa
| N° | Nome            | Ruolo | Data di nascita  | Nazionalità sportiva |
| -- | --------------- | ----- | ---------------- | -------------------- |
| 1  | Görkem Yazgan   | P     | 3 giugno 1991    | Turchia              |
| 2  | Muzaffer Yönet  | P     | 18 giugno 1997   | Turchia              |
| 4  | Ertuğrul Metin  | S     | 1º gennaio 1996  | Turchia              |
| 6  | Francisco Souza | O     | 19 giugno 1990   | Brasile              |
| 7  | Kerem Yaman     | C     | 15 novembre 2003 | Turchia              |
| 10 | Mehmet Özbek    | L     | 11 luglio 1984   | Turchia              |
| 11 | Umut Şahin      | P     | 6 aprile 1998    | Turchia              |
| 12 | Emin Gök        | C     | 15 febbraio 1988 | Turchia              |
| 14 | Hüseyin Şahin   | L     | 5 settembre 1998 | Turchia              |
| 18 | Kevin Saar      | S     | 15 gennaio 1995  | Estonia              |
| 18 | Kadir Cin       | S     | 7 maggio 1987    | Turchia              |
| 20 | Ulaş Dokumacı   | C     | 14 febbraio 2002 | Turchia              |
| 21 | Georgi Tatarov  | S     | 10 maggio 2003   | Bulgaria             |
| 22 | Lukáš Diviš     | S     | 20 febbraio 1986 | Russia               |
| 23 | Altay Demirci   | S     | 14 aprile 1999   | Turchia              |
| 35 | Emir Pınar      | O     | 20 agosto 2001   | Turchia              |
| 44 | Selman Ateş     | S     | 26 febbraio 2002 | Turchia              |

## Statistiche

### Statistiche di squadra
| Competizione     | Punti | In casa | In casa | In casa | In trasferta | In trasferta | In trasferta | Totale | Totale | Totale |
| Competizione     | Punti | G       | V       | P       | G            | V            | P            | G      | V      | P      |
| ---------------- | ----- | ------- | ------- | ------- | ------------ | ------------ | ------------ | ------ | ------ | ------ |
| Efeler Ligi      | 17    | 13      | 4       | 9       | 12           | 1            | 11           | 25     | 5      | 20     |
| Coppa di Turchia | 0     | 0       | 0       | 0       | 0            | 0            | 0            | 3      | 0      | 3      |
| Totale           | -     | 13      | 4       | 9       | 12           | 1            | 11           | 28     | 5      | 23     |

G = partite giocate; V = partite vinte; P = partite perse

### Statistiche dei giocatori
| Giocatore   | Campionato | Campionato | Campionato | Campionato | Campionato | Coppa di Turchia | Coppa di Turchia | Coppa di Turchia | Coppa di Turchia | Coppa di Turchia | Totale | Totale | Totale | Totale | Totale |
| Giocatore   | P          | PT         | AV         | MV         | BV         | P                | PT               | AV               | MV               | BV               | P      | PT     | AV     | MV     | BV     |
| ----------- | ---------- | ---------- | ---------- | ---------- | ---------- | ---------------- | ---------------- | ---------------- | ---------------- | ---------------- | ------ | ------ | ------ | ------ | ------ |
| S. Ateş     | 11         | 19         | 15         | 3          | 1          | 3                | 15               | 15               | 0                | 0                | 14     | 34     | 30     | 3      | 1      |
| K. Cin      | 10         | 20         | 16         | 3          | 1          | -                | -                | -                | -                | -                | 10     | 20     | 16     | 3      | 1      |
| A. Demirci  | 11         | 19         | 14         | 2          | 3          | 3                | 8                | 6                | 0                | 2                | 14     | 27     | 20     | 2      | 5      |
| L. Diviš    | 11         | 108        | 90         | 7          | 11         | -                | -                | -                | -                | -                | 11     | 108    | 90     | 7      | 11     |
| U. Dokumacı | 4          | 4          | 1          | 3          | 0          | 0                | 0                | 0                | 0                | 0                | 4      | 4      | 1      | 3      | 0      |
| E. Gök      | 21         | 129        | 89         | 31         | 9          | 3                | 25               | 19               | 6                | 0                | 24     | 154    | 108    | 37     | 9      |
| E. Metin    | 25         | 176        | 98         | 64         | 14         | 3                | 19               | 16               | 3                | 0                | 28     | 195    | 114    | 67     | 14     |
| M. Özbek    | 24         | 0          | 0          | 0          | 0          | 3                | 0                | 0                | 0                | 0                | 27     | 0      | 0      | 0      | 0      |
| E. Pınar    | 11         | 59         | 52         | 5          | 2          | 3                | 18               | 14               | 4                | 0                | 14     | 77     | 66     | 9      | 2      |
| K. Saar     | 11         | 103        | 99         | 3          | 1          | 3                | 32               | 24               | 3                | 5                | 14     | 135    | 123    | 6      | 6      |
| H. Şahin    | 23         | 0          | 0          | 0          | 0          | 3                | 0                | 0                | 0                | 0                | 26     | 0      | 0      | 0      | 0      |
| U. Şahin    | 7          | 1          | 0          | 1          | 0          | 2                | 0                | 0                | 0                | 0                | 9      | 1      | 0      | 1      | 0      |
| F. Souza    | 22         | 308        | 277        | 20         | 11         | 0                | 0                | 0                | 0                | 0                | 22     | 308    | 277    | 20     | 11     |
| G. Tatarov  | 24         | 253        | 213        | 26         | 14         | 0                | 0                | 0                | 0                | 0                | 24     | 253    | 213    | 26     | 14     |
| K. Yaman    | 7          | 3          | 1          | 2          | 0          | 0                | 0                | 0                | 0                | 0                | 7      | 3      | 1      | 2      | 0      |
| G. Yazgan   | 9          | 4          | 3          | 1          | 0          | -                | -                | -                | -                | -                | 9      | 4      | 3      | 1      | 0      |
| M. Yönet    | 25         | 55         | 19         | 24         | 12         | 3                | 9                | 2                | 7                | 0                | 28     | 64     | 21     | 31     | 12     |

P = presenze; PT = punti totali; AV = attacchi vincenti; MV = muri vincenti; BV = battute vincenti